# Tribolium (grassenfamilie)
Tribolium is een geslacht uit de grassenfamilie (Poaceae). De soorten van dit geslacht komen voor in Afrika en Australazië.

## Soorten
Van het geslacht zijn de volgende soorten bekend: 
- Tribolium acutiflorum
- Tribolium alternans
- Tribolium amplexum
- Tribolium brachystachyum
- Tribolium ciliare
- Tribolium curvum
- Tribolium echinatum
- Tribolium hispidum
- Tribolium obliterum
- Tribolium obtusifolium
- Tribolium pusillum
- Tribolium uniolae
- Tribolium utriculosum